# Lista do Patrimônio Mundial na Eritreia
A Organização das Nações Unidas para a Educação, a Ciência e a Cultura (UNESCO) propôs um plano de proteção aos bens culturais do mundo, através do Comité sobre a Proteção do Património Mundial Cultural e Natural, aprovado em 1972. Esta é uma lista do Patrimônio Mundial existente na Eritreia, especificamente classificada pela UNESCO e elaborada de acordo com dez principais critérios cujos pontos são julgados por especialistas na área. A Eritreia ratificou a convenção em 24 de outubro de 2001, tornando seus locais históricos elegíveis para inclusão na lista.
O sítio Asmara: Uma Cidade Modernista Africana foi o primeiro local da Eritreia incluído na lista do Patrimônio Mundial da UNESCO por ocasião da 41ª Sessão do Comitè do Património Mundial, realizada em Cracóvia (Polônia) em 2017. Desde então, este sítio - de classificação Cultural - é o único bem da Eritreia designado como Patrimônio da Humanidade. 

## Bens culturais e naturais
A  Eritreia conta atualmente com os seguintes lugares declarados como Patrimônio da Humanidade pela UNESCO:
| | Asmara: Uma Cidade Modernista Africana |
| Bem cultural inscrito em 2017. |                                        |
| Localização: Maekel |                                        |
| Localizada a mais de 2.000 metros acima do nível do mar, a capital da Eritreia, Asmara, começou a se desenvolver a partir da década de 1890 como um posto militar da potência colonial italiana. A partir de 1935, um plano urbano em larga escala foi iniciado para construir no estilo racionalista italiano da época uma série de edifícios governamentais e comerciais, igrejas, mesquitas, sinagogas, casas, hotéis, cinemas, etc. O local abrange a área de construções planejadas em fases sucessivas, de 1893 a 1941, e também as construções não planejadas dos bairros nativos de Arbate, Asmera e Abbashawel. Este bem cultural é um testemunho excepcional do urbanismo ocidental do início do século XX e sua aplicação em um contexto africano. (UNESCO/BPI) |                                        |

## Lista Indicativa
Em adição aos sítios inscritos na Lista do Patrimônio Mundial, os Estados-membros podem manter uma lista de sítios que pretendam nomear para a Lista de Patrimônio Mundial, sendo somente aceitas as candidaturas de locais que já constarem desta lista. Desde 2011, a Eritreia possui 1 local na sua Lista Indicativa.
| Sítio                        | Imagem | Localização | Ano  | Dados UNESCO       | Descrição |
| ---------------------------- | ------ | ----------- | ---- | ------------------ | --- |
| Paisagem Cultural de Qoahito |        | Debub       | 2011 | Cultural: (iii)(v) | Qohaito é um planalto localizado a uma altitude de cerca de 2.600 m e 2.700 m acima do nível do mar. Situada entre os Wadi-Haddas e o Wadi-Komaile, a cordilheira alta dá lugar a um planalto plano, que se estende por cerca de 16km na direção sul-norte e varia entre 4km e 400 metros na direção mais curta leste-oeste. A área total é de 32 quilômetros quadrados e o perímetro da escarpa atinge cerca de 84 quilômetros. |